# Динамо—Ак Барс (волейбольный клуб)
«Динамо-Ак Барс» (до 2008 — «Каза́ночка», 2008—2020 — «Динамо-Казань») — российский женский волейбольный клуб из Казани. 

## Достижения
- 7-кратный чемпион России — 2011, 2012, 2013, 2014, 2015, 2020, 2024;
  -  3-кратный серебряный призёр чемпионатов России — 2017, 2018, 2025.
  -  бронзовый призёр чемпионата России 2021.
- 8-кратный обладатель Кубка России — 2010, 2012, 2016, 2017, 2019, 2020, 2021, 2024;
  -  4-кратный серебряный призёр Кубка России — 2011, 2013, 2015,  2025;
  -  бронзовый призёр Кубка России 2018.
- 3-кратный обладатель Суперкубка России — 2020, 2022, 2024.
- Победитель Лиги чемпионов ЕКВ — 2014.
  -  Бронзовый призёр Лиги чемпионов ЕКВ — 2012.
- Победитель розыгрыша Кубка ЕКВ 2017.
- Победитель клубного чемпионата мира 2014.

## История
В сентябре 2002 года в столице Татарстана была создана профессиональная женская волейбольная команда «Казаночка». Всего лишь за три сезона она прошла путь от первой лиги до суперлиги чемпионата России.
Среди сильнейших клубов страны казанская команда дебютировала в 2005 году, заняв 6-е место. В сезоне 2006/07 «Казаночка» вошла в четвёрку лучших по итогам чемпионата, но год спустя из-за серьёзных организационных и финансовых неурядиц заняла последнее место и вынуждена была опуститься в высшую лигу «А».
В критический момент команду под свой патронаж взяло Министерство внутренних дел Республики Татарстан. Команда сменила название на «Динамо-Казань» и вернула себе место в суперлиге, затратив на возвращение в элиту женского российского волейбола лишь один сезон.
С 2009 года команда из столицы Татарстана — вновь в суперлиге. Новым главным тренером назначен Ришат Гилязутдинов, до этого возглавлявший липецкий «Индезит». Первый сезон после возвращения в ведущий дивизион казанки завершили на 7-м месте, после чего на следующее десятилетие уверенно захватили лидерство в российском волейболе. 5 раз подряд (в 2011—2015) «Динамо-Казань», ведомое великой Екатериной Гамовой (игрок команды с 2010 года), выигрывало чемпионат России, а в 2012 дошло до полуфинала Лиги чемпионов.
Высшим триумфом в истории казанского клуба был отмечен сезон 2013/14, в котором казанки добились успеха не только на российском, но и на международном уровне. В плей-офф чемпионата России «Динамо-Казань» за 6 матчей отдало соперникам лишь одну партию. Столь же успешно команда сыграла и в «финале четырёх» Лиги чемпионов, разгромив в полуфинале азербайджанскую «Рабиту», а в финале — турецкий «Эджзаджибаши». Эффектной точкой выдающегося се-зона стала победа казанских волейболисток в клубном чемпионате мира.
После 2015 года результаты «Динамо-Казани» стали гораздо скромнее, хотя ему и удалось несколько раз выиграть Кубок России, а также победить в розыгрыше Кубка ЕКВ. В чемпионатах же команда из Казани ограничилась лишь двумя комплектами серебряных наград. В усечённом из-за «коронавирусных» ограничений сезоне 2019/20 «Динамо-Казань» после 5-летнего перерыва вернуло себе первенство, сделав «золотой» дубль, а в сезоне 2020/21, выступая уже под названием «Динамо-Ак Барс», стало бронзовым призёром чемпионата.
После двух подряд сезонов, в которых «Динамо-Ак Барс» остался без медалей чемпионатов России, Гилязутдинов покинул клуб, а новым главным тренером команды назначен один из самых именитых наставников в мировом волейболе серб Зоран Терзич. Под его руководством казанки уверенно добрались до финала чемпионата страны, где в острейшем противостоянии с калининградским «Локомотивом» вырвали победу в 5-матчевой финальной серии и вернулись на вершину российского женского клубного волейбола. В следующем сезоне (2024/25) «Динамо-Ак Барс» вновь дошёл до финала чемпионата, потерпев до этого всего лишь одно поражение, где вновь его соперником стал «Локомотив». На этот раз казанским волейболисткам не удалось одержать победу, хотя в финальной серии они вели 2-0, но упустили преимущество и проиграли 2-3, в 3-й раз в своей истории став серебряными призёрами чемпионата России.

## Результаты в чемпионатах России
| Сезон   | Название команды | Лига            | Место |
| ------- | ---------------- | --------------- | ----- |
| 2002/03 | «Казаночка»      | Первая лига     | 2     |
| 2003/04 | «Казаночка»      | Высшая лига «Б» | 1     |
| 2004/05 | «Казаночка»      | Высшая лига «А» | 1     |
| 2005/06 | «Казаночка»      | Суперлига       | 6     |
| 2006/07 | «Казаночка»      | Суперлига       | 4     |
| 2007/08 | «Казаночка»      | Суперлига       | 13    |
| 2008/09 | «Динамо-Казань»  | Высшая лига «А» | 2     |
| 2009/10 | «Динамо-Казань»  | Суперлига       | 7     |
| 2010/11 | «Динамо-Казань»  | Суперлига       | 1     |
| 2011/12 | «Динамо-Казань»  | Суперлига       | 1     |
| 2012/13 | «Динамо-Казань»  | Суперлига       | 1     |
| 2013/14 | «Динамо-Казань»  | Суперлига       | 1     |
| 2014/15 | «Динамо-Казань»  | Суперлига       | 1     |
| 2015/16 | «Динамо-Казань»  | Суперлига       | 4     |
| 2016/17 | «Динамо-Казань»  | Суперлига       | 2     |
| 2017/18 | «Динамо-Казань»  | Суперлига       | 2     |
| 2018/19 | «Динамо-Казань»  | Суперлига       | 4     |
| 2019/20 | «Динамо-Казань»  | Суперлига       | 1     |
| 2020/21 | «Динамо-Ак Барс» | Суперлига       | 3     |
| 2021/22 | «Динамо-Ак Барс» | Суперлига       | 4     |
| 2022/23 | «Динамо-Ак Барс» | Суперлига       | 5     |
| 2023/24 | «Динамо-Ак Барс» | Суперлига       | 1     |
| 2024/25 | «Динамо-Ак Барс» | Суперлига       | 2     |

## Волейбольный клуб «Динамо-Ак Барс»
Президент — Леонид Барышев, вице-президент — Ильхам Рахматуллин, директор — Сергей Чернышов.

## Арена
Домашние матчи «Динамо-Казань» проводят в Центре волейбола «Санкт-Петербург» (вместимость большого зала — 4600 зрителей). Служит также домашней ареной для мужской волейбольной команды «Зенит-Казань».

### Зал славы
С 2023 года открыт клубный Зал славы и аллея славы в музее клуба, куда входят следующие игроки:
- Екатерина Гамова
- Джордан Ларсон
- Екатерина Уланова
- Евгения Старцева

## Сезон 2024—2025

### Переходы
- Пришли: Г.Гонсалес («Кузейбору», Турция), С.Гатина («Протон»), И.Королёва («Ленинградка»), Т.Коновалова («Динамо-Метар»).
- Ушли: Э.Пьетрини, А.Лазарева, А.Климец, Н.Суворова, В.Ветрова, Д.Заманская.

### Состав
| №  | Имя, фамилия         | Год рождения | Рост | Амплуа      | Гражданство              |
| -- | -------------------- | ------------ | ---- | ----------- | ------------------------ |
| 2  | Полина Юникова       | 2005         | 190  | центральная | Россия                   |
| 3  | Милина Рахматуллина  | 2001         | 170  | либеро      | Россия                   |
| 4  | Полина Матвеева      | 2002         | 192  | связующая   | Россия                   |
| 5  | Екатерина Енина      | 1993         | 192  | центральная | Россия                   |
| 6  | Ирина Королёва       | 1991         | 196  | центральная | Россия                   |
| 8  | Мария Бибина         | 1994         | 176  | либеро      | Россия                   |
| 9  | Елизавета Лукьянова  | 1999         | 199  | нападающая  | Россия                   |
| 10 | Анастасия Ануфриенко | 1993         | 180  | связующая   | Россия                   |
| 12 | Светлана Гатина      | 2003         | 190  | нападающая  | Россия                   |
| 17 | Ангелина Сперскайте  | 1997         | 188  | нападающая  | Россия                   |
| 18 | Камилла Реброва      | 2007         | 184  | нападающая  | Россия                   |
| 21 | Брайелин Мартинес    | 1996         | 201  | нападающая  | Доминиканская Республика |
| 22 | Таисия Коновалова    | 1996         | 187  | центральная | Россия                   |
| 23 | Гайла Гонсалес Лопес | 1997         | 190  | нападающая  | Доминиканская Республика |

- Главный тренер —  Зоран Терзич.
- Старший тренер —  Желько Булатович.
- Тренеры — Сергей Сикачёв, Владимир Яворский,  Дамир Колец.
- Тренеры-статистики —  Боян Перович, Михаил Кузовенин.
- Тренер-консультант — Эдуард Семёнов.
- Начальник команды — Андрей Лебедев.